# Anioł w Krakowie
Anioł w Krakowie – komedia, film obyczajowy z elementami fantasy produkcji polskiej z 2002 roku, w reżyserii Artura Więcka. Wszystkie plenery znajdowały się w Krakowie. Okres zdjęciowy trwał od maja do sierpnia 2001 roku.

## Obsada
- Anioł Giordano – Krzysztof Globisz[1]
- Karol – Kamil Bera
- Bereś – Witold Bereś[1]
- Dyduch – Grzegorz Dyduch[1]
- Zdzisław, rozwodzący się mąż – Andrzej Franczyk
- Gnatowski – Dariusz Gnatowski[1]
- Leonardo Da Vinci/bezdomny – Jerzy Goliński
- Hanka – Ewa Kaim[1]
- Anioł Rafael – Andrzej Kozak
- Protokolantka sądowa – Monika Nowak
- Świetlicki – Marcin Świetlicki[1]
- Ramona, rozwodząca się żona – Beata Schimscheiner
- Anioł Lubega/muzyk udający w czyśćcu Presleya – Tomasz Schimscheiner
- Skoczylas – Jerzy Skoczylas[1]
- Kloszard – Jerzy Trela[1]
- Łukasz Żurek

## Ekipa
- Reżyseria – Artur Więcek[1]
  - Asystent reżysera – Tomasz Schimscheiner
- Scenariusz – Artur Więcek, Witold Bereś[1]
- Zdjęcia – Piotr Trela
- Muzyka – Abel Korzeniowski
- Montaż – Marek Klimaszewski
- Scenografia – Artur Więcek
- Kostiumy – Jolanta Romanowska
- Charakteryzacja – Magdalena Wcisło, Ludmiła Pilecka
- Dźwięk – Marian Bogacki
- Kierownictwo produkcji – Piotr Uss-Wąsowicz
- Producent wykonawczy – Piotr Uss-Wąsowicz, Artur Więcek
- Produkcja – Witold Bereś

## Nagrody
- 2003 – Jerzy Trela, Nagroda Jury Młodzieżowego Tarnowska Nagroda Filmowa
- 2002 – Artur Więcek, Nagroda Główna za debiut reżyserski FPFF Gdynia
- 2002 – Ewa Kaim, Nagroda Główna – Nagroda Prezydenta Gdyni FPFF Gdynia
- 2002 – Nagroda Publiczności KSF Młodzi i film – Koszalin
- 2002 – Artur Więcek, Nagroda Publiczności KSF Młodzi i film – Koszalin
- 2002 – Nagroda Publiczności Złote Zęby – Chicago film
- 2002 – Abel Korzeniowski, Najlepsza muzyka filmowa Złoty Jańcio najlepsza muzyka
- 2002 – Artur Więcek, Nagroda Publiczności Złote Zęby – Chicago

### Nominacje
- 2003 – Ewa Kaim, (nominacja) Orzeł najlepsza aktorka
- 2003 – (nominacja) Orzeł film
- 2003 – Jerzy Trela, (nominacja) Orzeł najlepszy aktor drugoplanowy
- 2003 – Beata Schimscheiner, (nominacja) Orzeł najlepsza aktorka drugoplanowa

## Opis fabuły
Anioł Giordano nie ma dobrej opinii wśród swoich braci i przełożonych. Często nie nosi skrzydeł, rzadko się myje, lubi wypić i posłuchać rocka. Często wymyka się do czyśćca, gdzie odsiaduje karę sam Elvis Presley.
Giordano za kiepskie sprawowanie w niebie zostaje zesłany na Ziemię, gdzie w ramach pokuty ma spełniać codziennie przynajmniej jeden dobry uczynek. Pod okiem najlepszych nauczycieli przechodzi konieczny trening i wyrusza na Ziemię. Jednak w wyniku intrygi zamiast trafić do Holandii, Giordano ląduje w okolicach Krakowa. Przygarnia go kloszard, który poznaje go z Hanką, dziewczyną samotnie wychowującą kilkuletniego syna. Nocami dziewczyna sprzedaje pieczone kiełbaski przed halą targową. Giordano jej pomaga. Wkrótce zawiązuje się między nimi przyjaźń.